# Купол Капитолия США

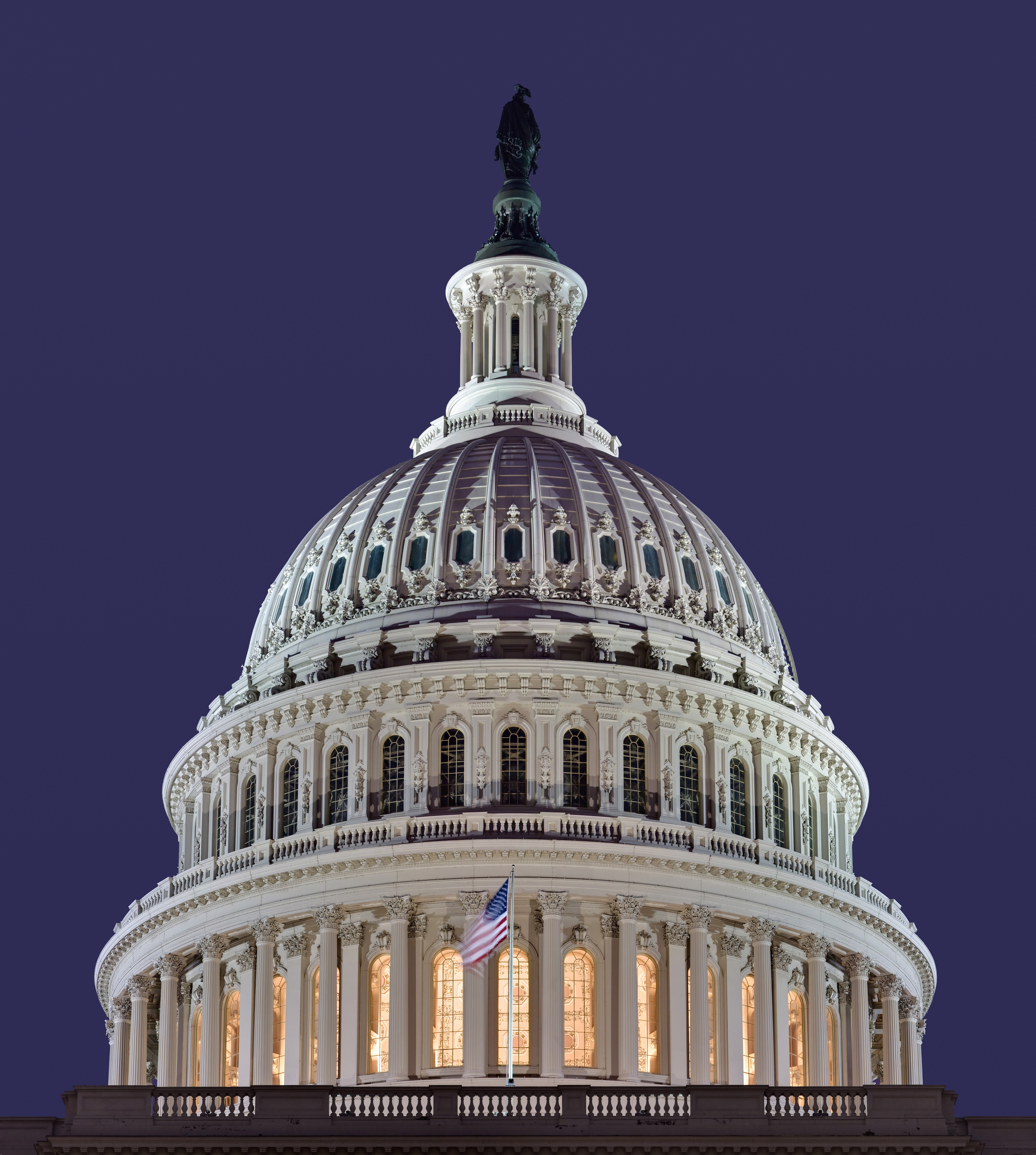
Купол Капитолия Соединённых Штатов Америки ночью

Купол Капитолия США — купол, расположенный над Капитолием Соединённых Штатов Америки, который достигает 88 метров (288 футов) в высоту и 29 метров (96 футов) в диаметре. 
Купол был спроектирован Томасом У. Уолтером, четвёртым архитектором Капитолия, и построен в 1855—1866 годах за 1 047 291 доллар. Материалом купола служит не камень, а чугун, тщательно покрашенный, чтобы сделать его похожим на тот камень, из которого построено основное здание Капитолия. По сути это два купола, один внутри другого, общий вес которых 6 400 000 килограммов (14 000 000 фунтов). Железный купол был отлит в литейной Janes, Fowler, Kirtland & Company, принадлежавшей Эдриану Джейнсу в Бронксе, Нью-Йорк.

## Первый купол
Возникновение первого купола связано с архитектурным конкурсом на здание Капитолия, спонсируемым госсекретарём Томасом Джефферсоном по просьбе президента Джорджа Вашингтона в 1792 году. Победитель конкурса, доктор Уильям Торнтон, предложил купол в своём изначальном проекте здания. Наиболее явным источником вдохновения Торнтона был римский Пантеон с его неоклассическим куполом и связанным с ним портиком.

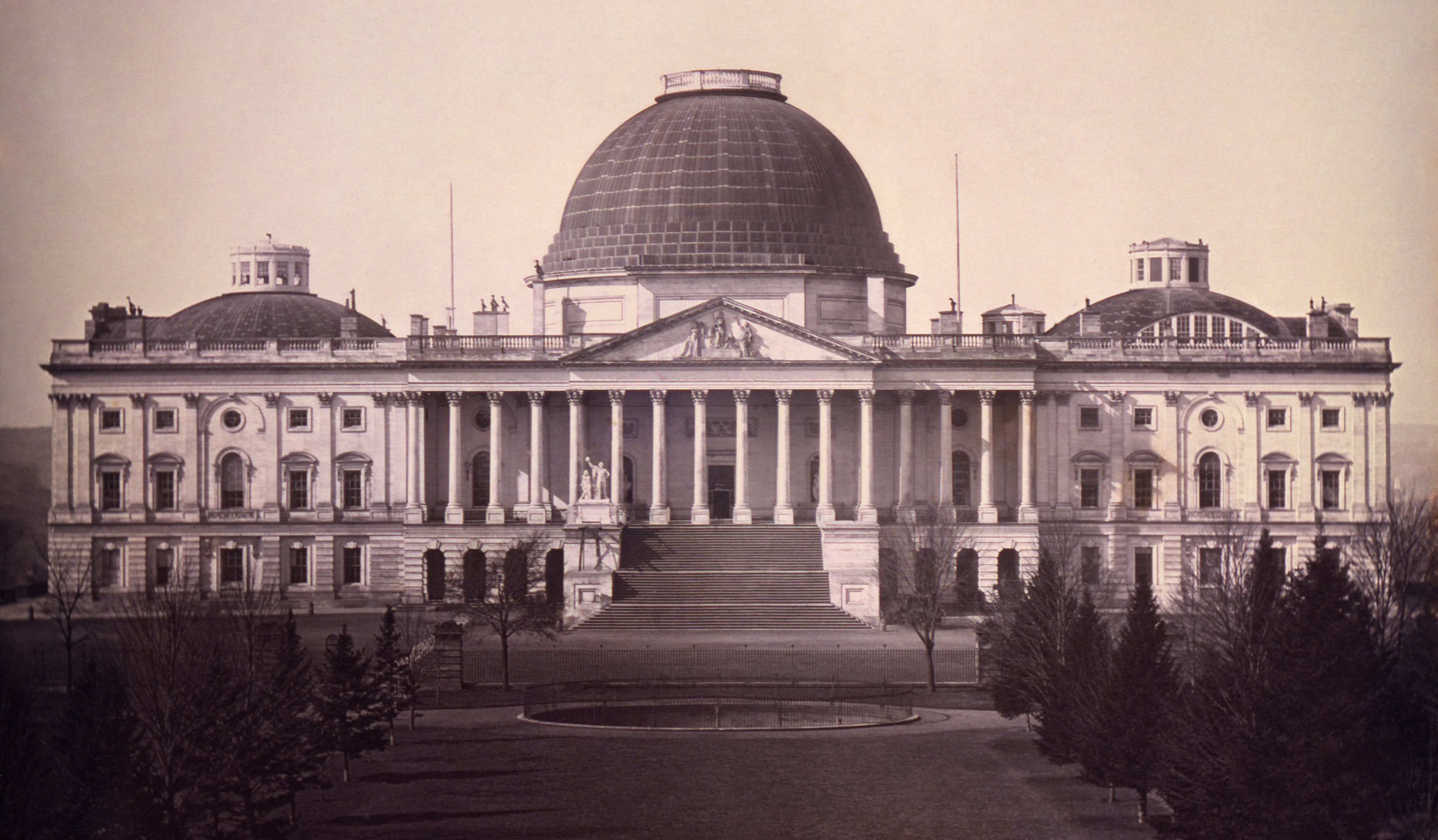
Капитолий США с куполом Чарльза Булфинча. 1846

Преемник Торнтона, Бенджамин Генри Латроб, второй архитектор Капитолия, изменил внешний вид в плане Торнтона, добавив восьмигранный барабан, чтобы визуально отделить нижнюю часть купола от верхней части фронтона здания. Третий архитектор Капитолия, Чарльз Булфинч, изменил внешний профиль плана ещё больше, увеличив купол в высоту, что он позже объяснял настоянием президента и Конгресса.
В 1822 году Булфинч запросил денежные средства на строительство центрального корпуса здания, и президент Монро подписал ассигнования в размере 120 000 $. Сюда входило здание с двойным куполом: каменным, кирпичным и деревянным внутренним куполом высотой 29 метров над ротондой (соответствующей размерам Пантеона), и деревянным куполом снаружи, покрытым медью, поднимающимся до 43 метров. В вершине купола был окулюс 7,3 метра в ширину, который обеспечивал освещение ротонды этажом ниже. Булфинч завершил проект в 1823 году.

Инаугурация Авраама Линкольна 4 марта 1861 года проходила под недостроенным куполом Капитолия

На протяжении более двух десятилетий зелёный медный купол Капитолия встречал посетителей в столице страны, до 1850 года. Из-за роста США и расширения и добавления новых штатов размер Конгресса США вырос соответственно и раздвинул границы возможностей Капитолия. Под руководством четвёртого архитектора Капитолия, Томаса У. Уолтера, были сделаны дополнительные пристройки на северном и южном крыльях здания. Над новым, более длинным зданием изначальный купол Булфинча выглядел эстетически неприглядным (к тому же его подвергали серьёзной критике и раньше). Конгресс, после лоббирования со стороны Уолтера и главного инженера Монтгомери К. Мейгса, принял постановление построить большой купол в 1855 году.

## Второй (существующий) купол

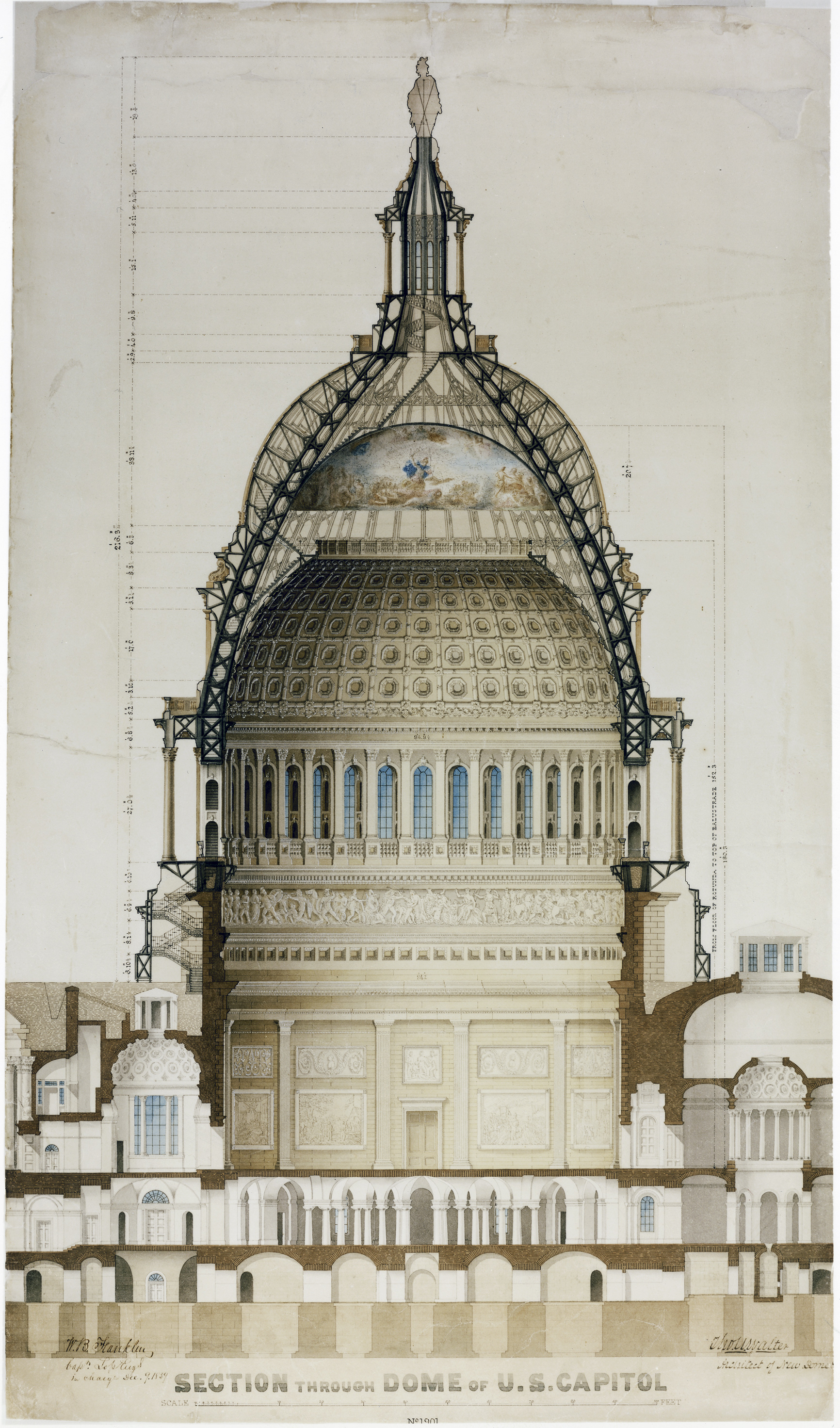
Чертеж сечения купола и несущих конструкций Томаса У. Вальтера (1859)

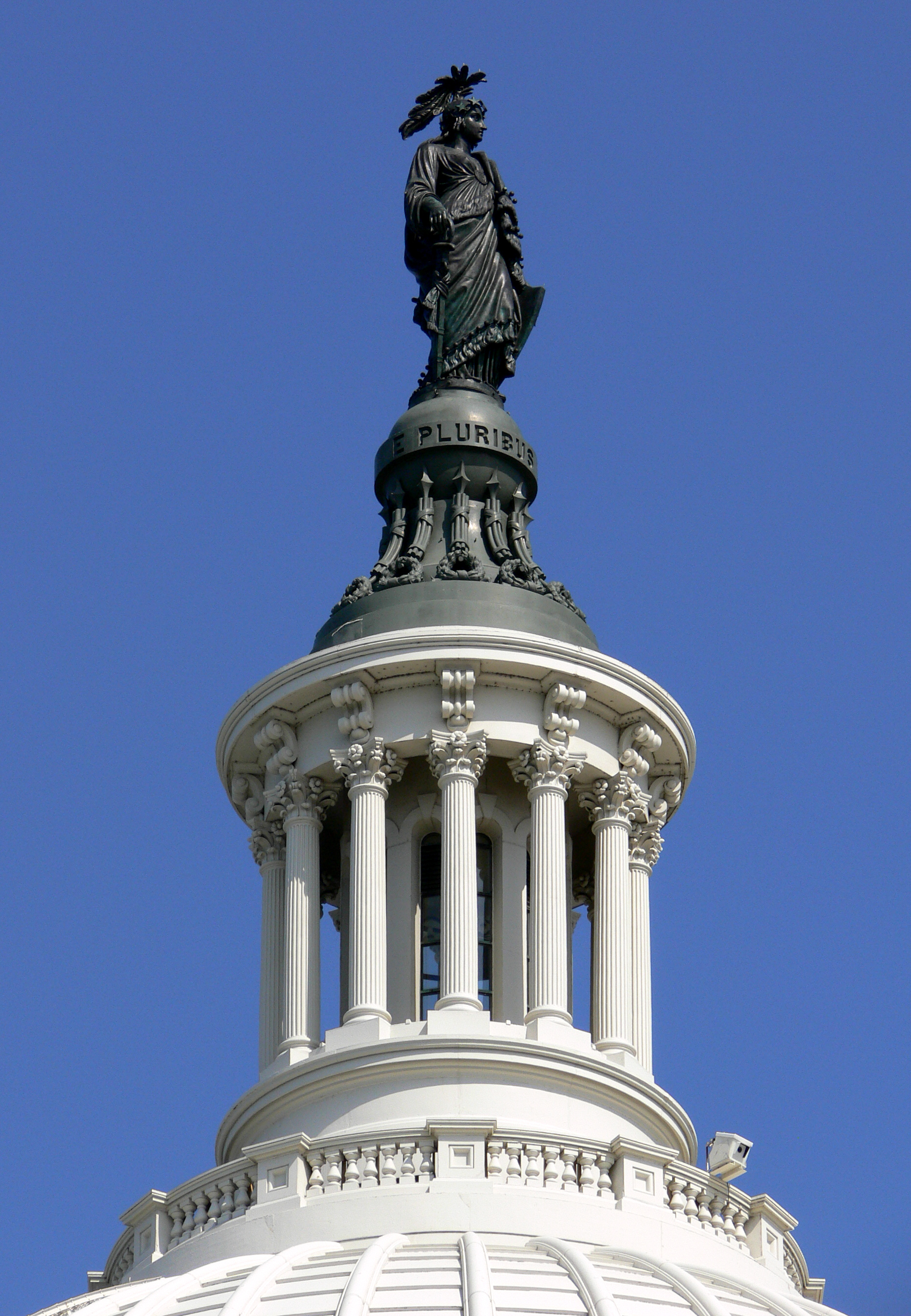
Статуя Свободы представляет собой бронзовую статую, которая с 1863 года венчает купол Капитолия США

Нынешний чугунный купол Капитолия Соединённых Штатов — это уже второй купол, находящийся над зданием. В мае 1854 года появились планы построить новый, чугунный купол Капитолия Соединённых Штатов, подкреплённые соображениями эстетики и пожарной безопасности. Находившийся под влиянием больших куполов Европы Уолтер обратил особое внимание на Пантеон в Париже, собор Святого Павла в Лондоне и Святого Петра в Риме. Кроме того, в 2003 году американские эксперты обнаружили в библиотеке Конгресса документы, которые свидетельствуют о том, что при проектировании купола архитектор Томас Уолтер пользовался чертежами Огюста Монферрана — архитектора Исаакиевского собора, отсюда и поразительное сходство куполов американского здания и бывшего главного кафедрального собора Российской империи. Уильям Аллен, историк Капитолия, охарактеризовал первую конструкцию Уолтера как
… высокий эллипсоидный купол, стоящий на двухэтажном барабане с кольцом из сорока колонн, образующих перистиль, окружающий нижнюю половину барабана. Верхняя часть барабана была украшена декоративными пилястрами, поддерживающими аттик на кронштейнах. Венцом композиции была статуя, стоящая на стройном, украшенном колоннами куполе…
 Уолтер сделал эскиз этого проекта размером в семь футов (2,1 м) и показал его в своем кабинете, где тот привлек живое внимание членов Конгресса в 1854 году. Год спустя, 3 марта 1855 года, президент Франклин Пирс подписал соглашение об ассигнованиях в размере 100 000 долларов США (эквивалентно 2,19 млн долларов в 2018 году) для постройки купола. После некоторых практических изменений в первоначальном проекте (таких как сокращение колонн с 40 до 36) строительство началось в сентябре того же года с удалением купола, возведённого Чарльзом Булфинчем. Внутри ротонды были построены уникальные леса, призванные распределять вес в стороны от слабой центральной части пола, и был установлен кран с паровым двигателем (работающим на древесине из старого купола).
В течение следующих 11 лет новый купол возвышался над столицей страны. К 2 декабря 1863 года Уолтер смог установить на куполе Статую Свободы (не путать с одноимённой статуей в Нью-Йорке). Для этого ему пришлось пересмотреть конструкцию купола, так как статуя оказалась сделана выше и тяжелее, чем требовалось. Тем не менее, закончить работы над куполом Уолтеру не удалось, так как он подал в отставку в 1865 году. Его преемник, Эдвард Кларк, взял на себя завершение работ. Чуть более месяца спустя, в январе 1866 года, Константино Брумиди, который был нанят для росписи фрески на платформе над окулюсом внутреннего купола, снял леса, использовавшиеся во время его работы над «Апофеозом Вашингтона». Это ознаменовало окончание строительства купола Капитолия Соединённых Штатов.
В итоге было использовано примерно 4041,1 тонн железа, а строительство продолжалось практически 11 лет. Внутренний купол возвышается на 55 метров над полом ротонды, а внешний — на 88 метров, включая высоту Статуи Свободы. Общая стоимость купола была оценена в 1 047 291 долл. США (эквивалентно 14,5 млн долларов в 2018 году).
Посещение купола строго ограничено, обычно оно предлагается только членам Конгресса и их избранным гостям. При взгляде с пола ротонды перила на высоте около 55 метров вверху едва видны. Посетители поднимаются по череде металлических лестниц между внутренним и внешним куполами. В конце концов они пробираются к балкону под «Апофеозом Вашингтона». Отсюда фреска кажется изогнутой и искажённой. С балкона металлические лестницы ведут посетителей над фреской и на внешний балкон под навершием купола, прямо под Статуей Свободы. Дополнительные лестницы ведут в статую для обслуживания.

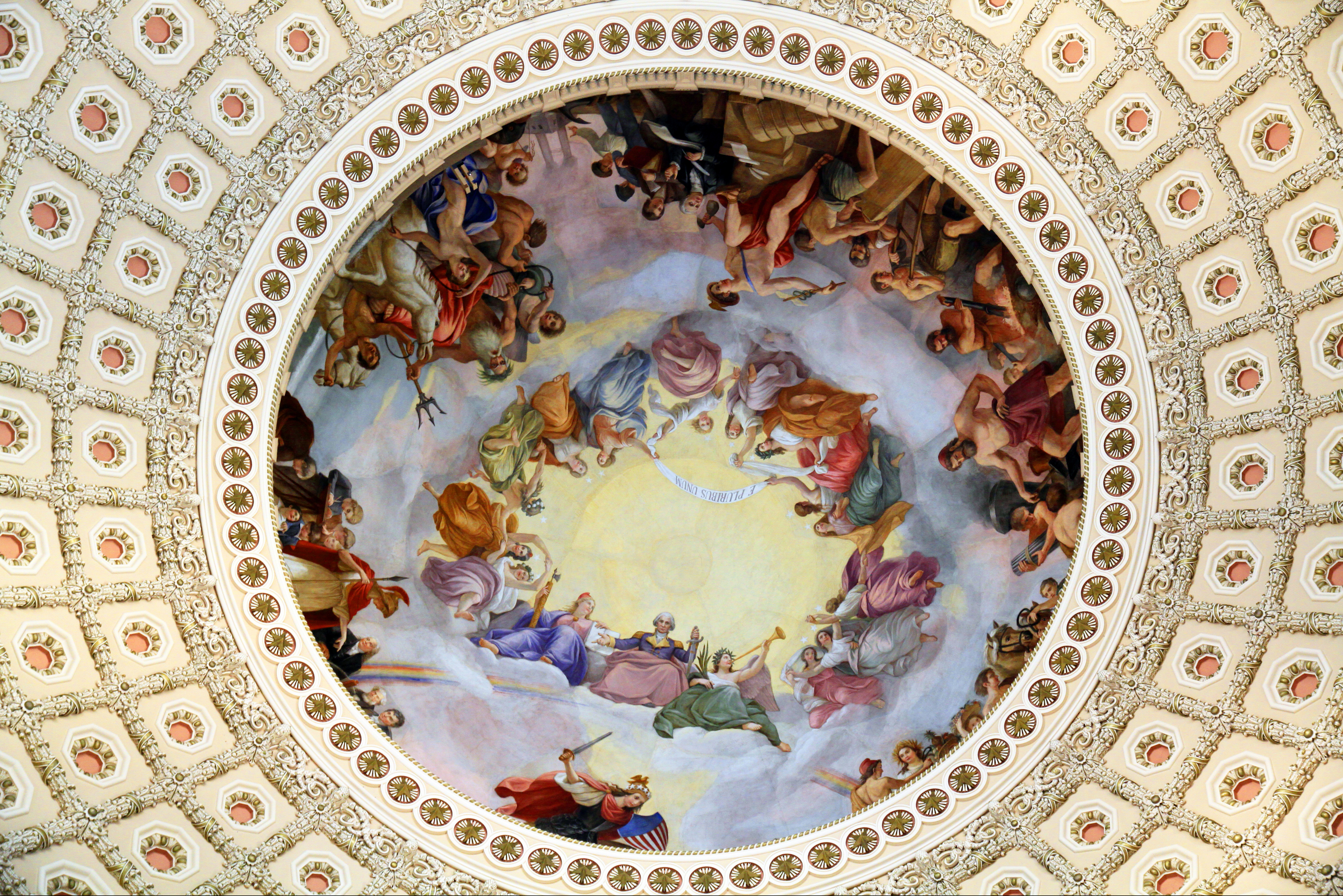
Апофеоз Вашингтона

Внутри навершия купола, на котором стоит Статуя Свободы, есть два светильника, чей свет означает, что одна или обе палаты Конгресса проводят ночное заседание. Белый свет означает, что на ночной сессии находится Палата представителей. Красный свет означает, что на ночной сессии находится Сенат. Когда одновременно горит и белый, и красный свет, это означает, что обе палаты находятся на ночных сессиях или на совместной ночной сессии.
Восстановление и консервация консольного перистиля[уточнить] Купола Капитолия произошли в 2012 году. В 2013 году архитектор Капитолия объявил о четырёхлетнем плане стоимостью 10 миллионов долларов США по ремонту и сохранению купола Капитолия. Проект включал как внутренние работы в ротонде, так и внешние работы на куполе. Предложение включало возведение белых лесов вокруг купола, снятие краски, ремонт металлоконструкций, перекраску купола и установку нового освещения. Работы были необходимы, потому что купол, который последний раз подвергался ремонту и консервации в 1960 году, ржавел, а часть металлоконструкций упала со здания. Однако Конгресс не выделил средств на этот проект.
Двухлетняя реставрация стоимостью 60 миллионов долларов, начатая в начале 2014 года, включала в себя удаление краски, грунтовку и быструю перекраску. Для ремонта трещин использовались стальные штифты и «металлические швы», были исправлены и внутренние повреждения от воды. Леса были возведены вокруг купола в ноябре 2014 года. Планировалось завершить проект и снять леса ко времени инаугурации президента в 2017 году, и, действительно, все внешние леса были сняты к концу лета 2016 года.

## Галерея

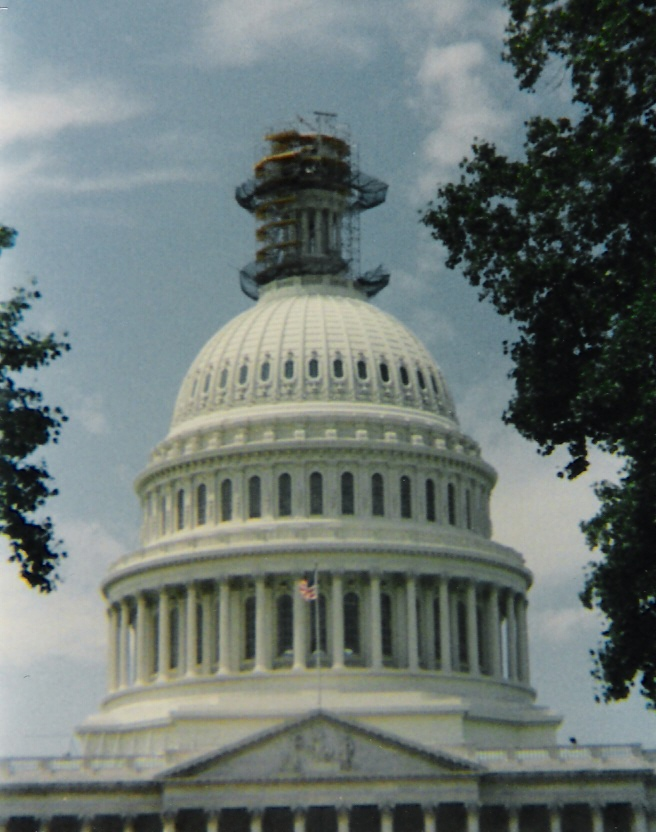
Леса на куполе Капитолия во время реставрации Статуи Свободы 1993 года
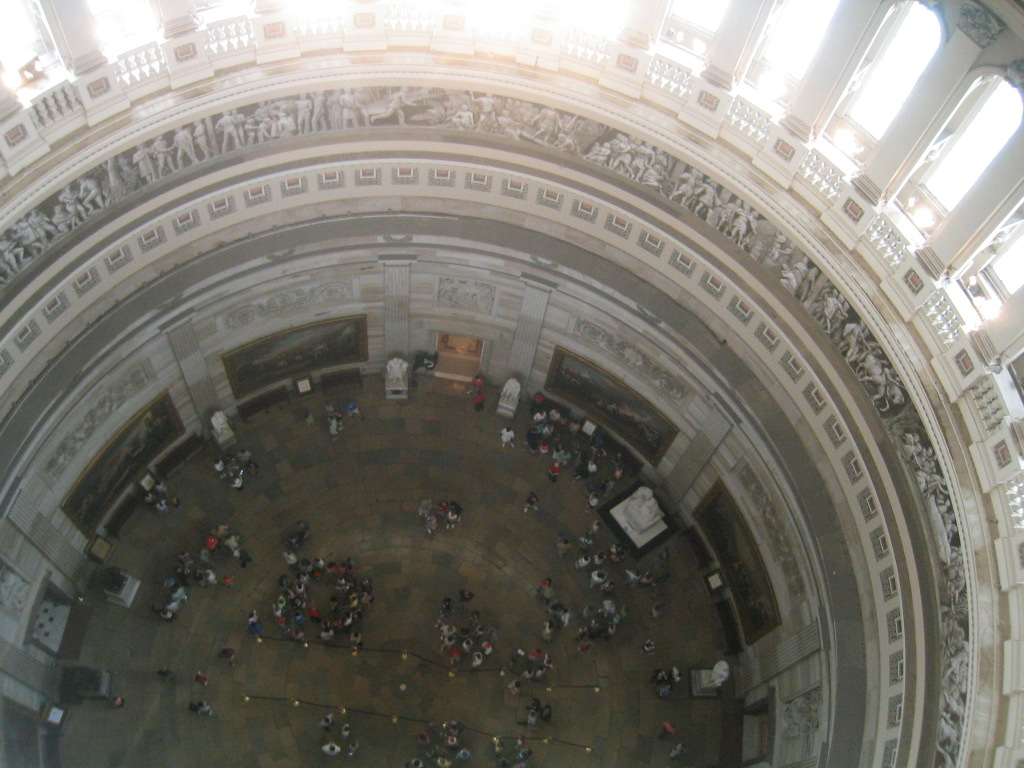
Вид на пол Ротонды с внутреннего балкона прямо под «Апофеозом Вашингтона», 55 метров над полом Ротонды
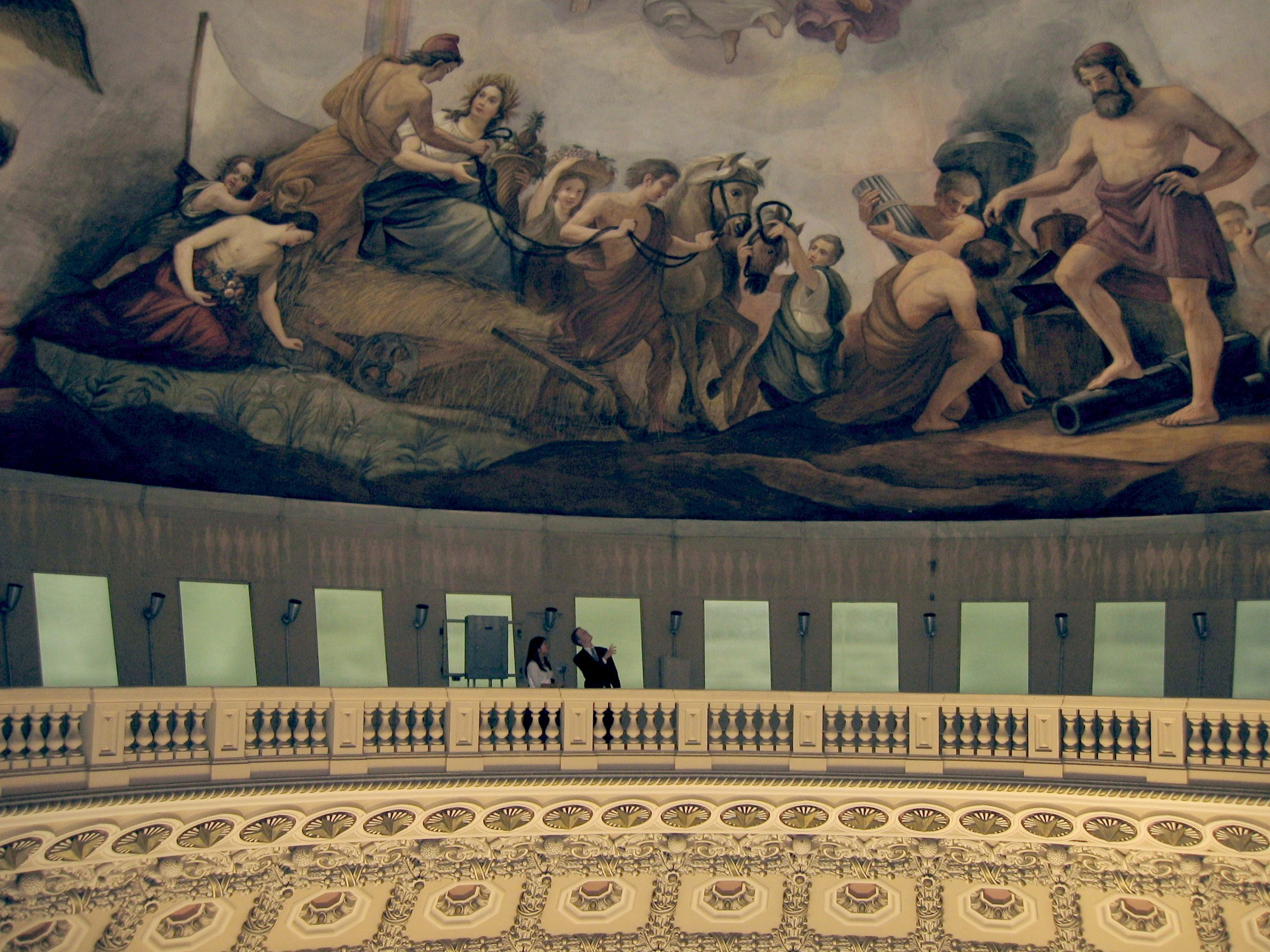
Посетители стоят на балконе под «Апофеозом Вашингтона»
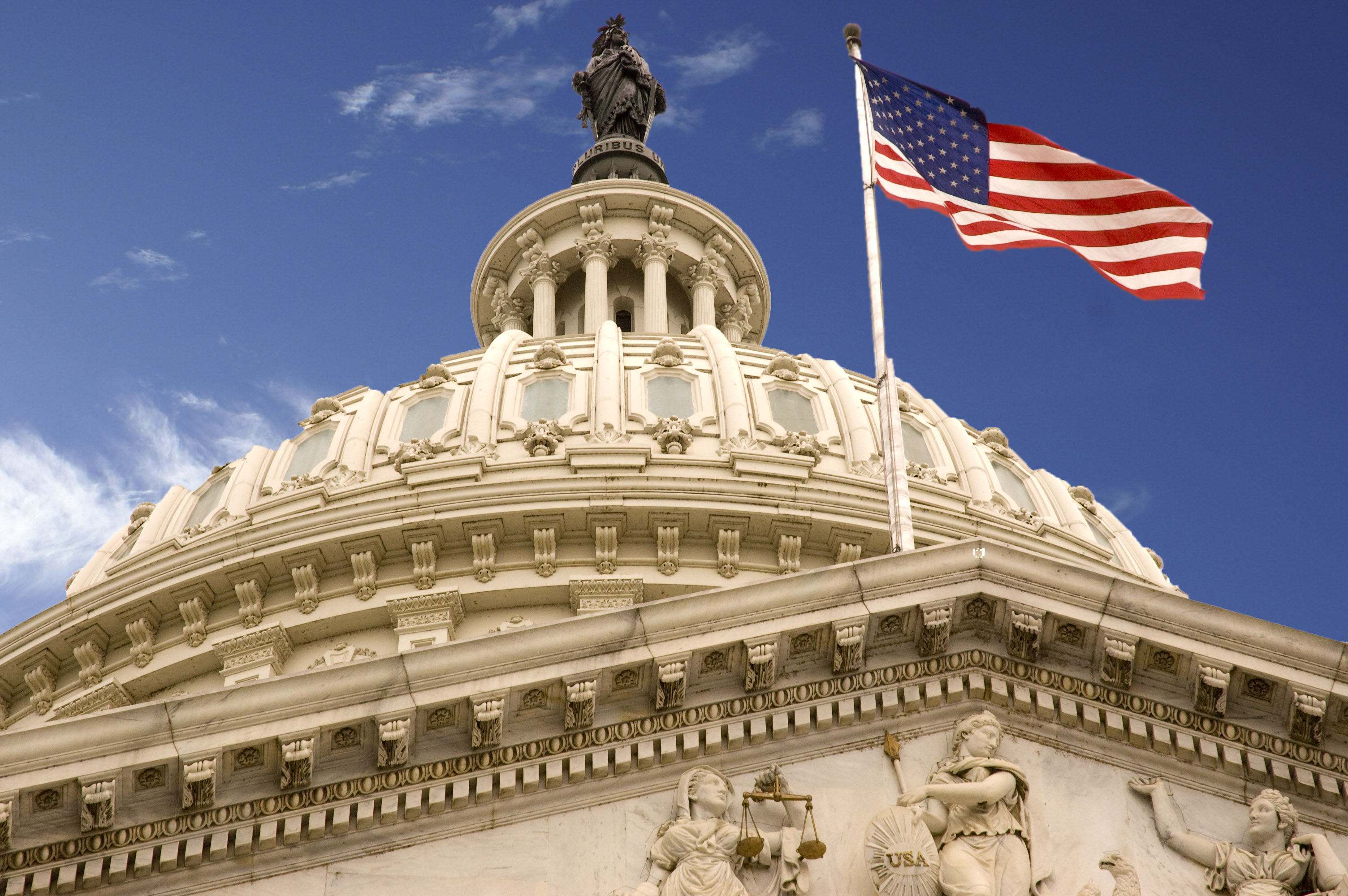
Купол Капитолия в Вашингтоне с флагом США
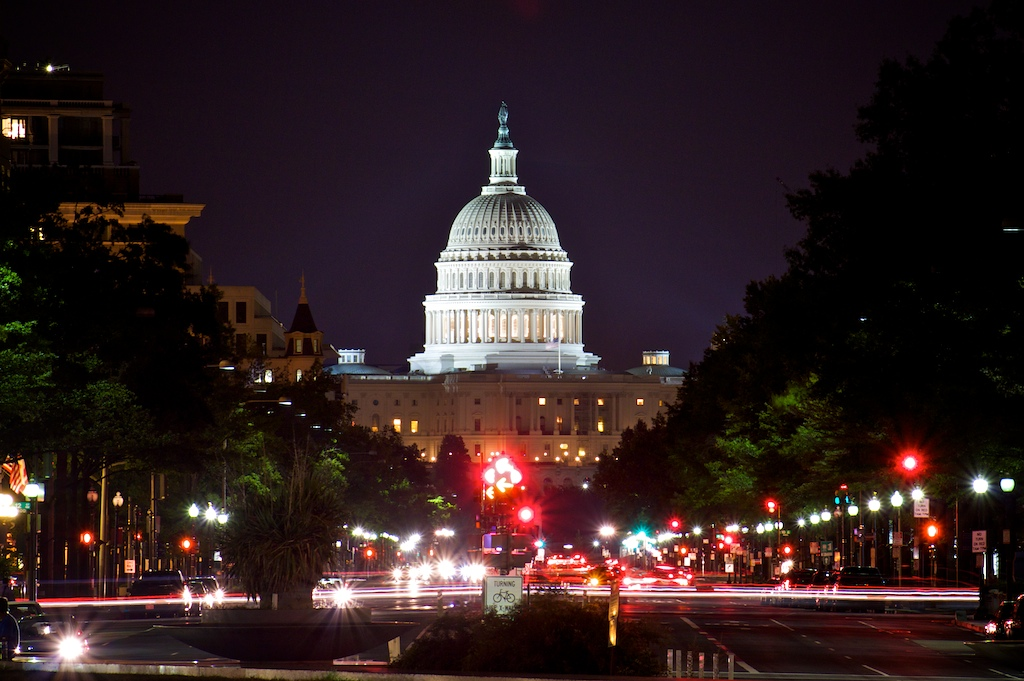
Ночная подсветка здания Капитолия США